# USS Pruitt (DD-347)
Za druga plovila z istim imenom glejte USS Pruitt.
USS Pruitt (DD-347) je bil rušilec razreda Clemson v sestavi Vojne mornarice Združenih držav Amerike.
Rušilec je bil poimenovan po marincu Johnu Henryju Pruittu.

## Zgodovina
Za zasluge med drugo svetovno vojno je bil rušilec odlikovan s tremi bojnimi zvezdami.
16. novembra 1945 je bil rušilec izvzet iz aktivne sestave, bil 5. decembra 1945 odstranjen iz seznama plovil Vojne mornarice ZDA in bil leta 1946 prodana za razrez.